# Super League 2003
La Super League de 2003 fue la 109.ª temporada del rugby league de Inglaterra y la octava edición con la denominación de Super League, es el torneo de rugby league más importante de Inglaterra.

## Formato
Los equipos se enfrentaron en formato de todos contra todos, los primeros seis clasificados disputaron la postemporada, mientras que el último clasificado desciende a segunda división.
Se otorgaron 2 puntos por cada victoria, 1 por el empate y 0 por la derrota.

## Desarrollo

### Tabla de posiciones
| Pos. | Equipo                     | Encuentros | Encuentros | Encuentros | Encuentros | Tantos | Tantos | Tantos | Puntos |
| Pos. | Equipo                     | PJ         | PG         | PE         | PP         | F      | C      | Dif.   | Puntos |
| ---- | -------------------------- | ---------- | ---------- | ---------- | ---------- | ------ | ------ | ------ | ------ |
| 1    | Bradford Bulls             | 28         | 22         | 0          | 6          | 878    | 529    | +349   | 44     |
| 2    | Leeds Rhinos               | 28         | 19         | 3          | 6          | 751    | 555    | +196   | 41     |
| 3    | Wigan Warriors             | 28         | 19         | 2          | 7          | 776    | 512    | +264   | 40     |
| 4    | St Helens RFC              | 28         | 16         | 1          | 11         | 845    | 535    | +310   | 31     |
| 5    | London Broncos             | 28         | 14         | 2          | 12         | 643    | 696    | −53    | 30     |
| 6    | Warrington Wolves          | 28         | 14         | 1          | 13         | 748    | 619    | +129   | 29     |
| 7    | Hull FC                    | 28         | 13         | 3          | 12         | 701    | 577    | +124   | 27     |
| 8    | Castleford Tigers          | 28         | 12         | 1          | 15         | 612    | 633    | −21    | 25     |
| 9    | Widnes Vikings             | 28         | 12         | 1          | 15         | 640    | 727    | −87    | 25     |
| 10   | Huddersfield Giants        | 28         | 11         | 1          | 16         | 628    | 715    | −87    | 23     |
| 11   | Wakefield Trinity Wildcats | 28         | 7          | 1          | 20         | 505    | 774    | −269   | 15     |
| 12   | Halifax                    | 28         | 1          | 0          | 27         | 372    | 1227   | −875   | 0      |

|  | Clasificados a postemporada.  |
|  | Desciende a Segunda división. |

### Postemporada

#### Fase Preliminar
| 26 de septiembre | St Helens RFC | 24 - 6 | London Broncos |  |  |

| 27 de septiembre | Wigan Warriors | 25 - 12 | Warrington Wolves |  |  |

#### Finales de eliminación
| 3 de octubre | Wigan Warriors | 40 - 24 | St Helens RFC |  |  |

#### Finales de clasificación
| 4 de octubre | Bradford Bulls | 30 - 14 | Leeds Rhinos |  |  |

#### Semifinal
| 10 de octubre | Leeds Rhinos | 22 - 23 | Wigan Warriors |  |  |

#### Final
| 18 de octubre | Bradford Bulls | 25 - 12 | Wigan Warriors | Old Trafford, Mánchester        |  |
|               |                |         |                | Asistencia: 65.537 espectadores |  |

| Bandera de Inglaterra  |
| Campeón Bradford Bulls |
| Quinto título          |